# 白浜海岸 (八戸市)
白浜海岸（しらはまかいがん）は、青森県八戸市にある海岸。環境省が選定した「快水浴場百選」に撰ばれた。

## 概要
種差海岸の中央部に位置し、全国的にも貴重な鳴き砂の浜である大須賀海岸に連なる。ただし、白浜海岸の鳴き砂は感度が良くない。1961年から市営の海水浴場として利用されている。海水浴場としては、八戸市最大規模を誇る。

## アクセス
- JR八戸線陸奥白浜駅下車、徒歩約10分。

## 周辺
- 三陸復興国立公園
- 種差海岸
- 大須賀海岸

※八戸市内の三陸海岸は海岸段丘となっているため、広い砂浜の海岸となっている遊泳可能な場所は多くない。